# Gracjan Majka
Gracjan Majka OFMCap (ur. 8 czerwca 1937 w Wolicy Piaskowej, zm. 23 lutego 2014 w Krakowie) – polski kapucyn, prezbiter zakonny, wykładowca, rekolekcjonista, spowiednik, autor, uznawany przez współczesnych za jednego z największych znawców i propagatorów kultu Pio z Pietrelciny.

## Życiorys
Był synem Antoniego i Marii z d. Daniel. Podczas sakramentu chrztu otrzymał imię Franciszek. Po rozpoczęciu nowicjatu w 1953 roku przyjął imię zakonne Gracjan. W rok później, 2 września, w klasztorze kapucynów w Sędziszowie Małopolskim złożył pierwsze śluby zakonne. Tam też, w 1957 roku, ukończył szkołę średnią. Podjął studia w Wyższym Seminarium Duchownym Franciszkanów w Krakowie, a 9 czerwca 1958 złożył śluby wieczyste. Święcenia diakonatu, które otrzymał 16 czerwca 1962. poprzedziły przyjęcie sakramentu święceń kapłańskich z rąk biskupa Juliana Groblickiego. Uroczystość odbyła się 22 września 1962 w kościele Niepokalanego Poczęcia Najświętszej Maryi Panny. Dopełniwszy formacji teologicznej w kapucyńskim Studium Teologicznym w Rozwadowie, w następnym roku podjął apostolat jako katecheta w Krakowie. Studia z liturgiki pastoralnej ukończył na wydziale teologicznym Katolickiego Uniwersytetu Lubelskiego broniąc pracę Rozwój pojęcia i form koncelebracji Mszy św. do początku XIII wieku (1967). Skierowany został do pracy w klasztorze w Rozwadowie. Pełnił obowiązki wikariusza i wicemagistra nowicjuszy wykładając jednocześnie liturgikę w sędziszowskim seminarium. Pracę dydaktyczną w tej placówce kontynuował dzieląc obowiązki również w okresie sprawowania posługi jako wikariusz i katecheta we Wrocławiu i gdy w 1970 roku został dyrektorem kleryków seminarium krakowskiego. Trzy lata po podjęciu pracy w Krakowie obrany został przełożonym prowincjalnym i funkcję tę sprawował do 1979 roku. Ojciec Gracjan Majka pełnił obowiązki prefekta Prowincjalnej Rady Formacyjnej, był asystentem Franciszkańskiego Zakonu Świeckich, z zaangażowaniem udzielał sakramentu pokuty i pojednania, prowadził rekolekcje i pielgrzymki, a także publikował swoje prace i tłumaczenia pozycji poświęconych św. Pio z Pietrelciny. Zmarł po długiej chorobie.

## Publikacje
- Święty Ojciec Pio. Tajemnicze choroby, prześladowania, walka z szatanem.. Wydawnictwo M, 2013-02-26. ISBN 978-83-7595-505-7. Brak numerów stron w książce
- Droga krzyżowa ze świętym Ojcem Pio. Wydawnictwo M, 2013-01-29. ISBN 978-83-64451-03-4. Brak numerów stron w książce
- Osobiste modlitwy świętego Ojca Pio. Wydawnictwo M, 2012-09-11. ISBN 978-83-7595-453-1. Brak numerów stron w książce
- Nowenny i wezwania litanijne do św. Ojca Pio. Wydawnictwo M, 2012-09-11. ISBN 978-83-7595-453-1. Brak numerów stron w książce
- Święty Ojciec Pio. Wydawnictwo WAM, 2013-02-13. ISBN 978-83-7505-907-6. Brak numerów stron w książce
- Życie Ojca Pio. Wydawnictwo WAM, 2012-02-03. ISBN 978-83-7767-034-7. Brak numerów stron w książce
- Na modlitwie ze świętym Ojcem Pio. Serafin, 2012-12-12. ISBN 978-83-632-4308-1. Brak numerów stron w książce
- Heroiczny Naśladowca Chrystusa Cierpiącego. Wydawnictwo M, 2006-01-01. ISBN 83-7221-646-0. Brak numerów stron w książce
- Na drodze do Boga. Poznań: Pallottinum, 2004. ISBN 83-7014-497-7. Brak numerów stron w książce